# エッグ・コーヒー

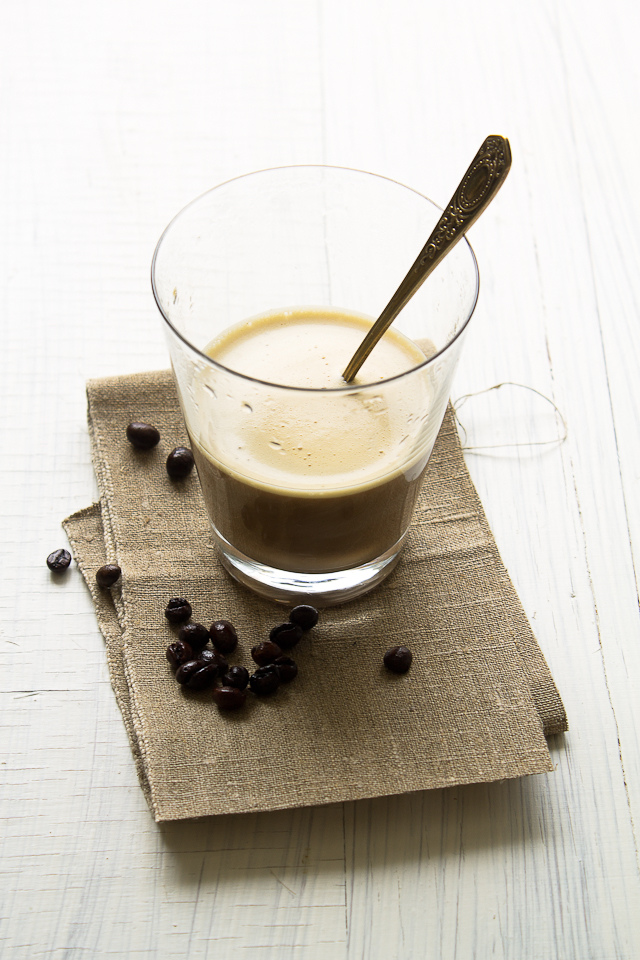
エッグ・コーヒー

エッグ・コーヒー （英語: egg coffee、ベトナム語：cà phê trứng／咖啡𠨡／カフェ・チュン）は、ロブスタ種のコーヒーに卵黄、砂糖、加糖練乳を混ぜて飲まれるベトナムの伝統的な飲料。エッグ・コーヒーは溶いた卵黄に砂糖とコーヒーで作られ、そしてカップの半分ほどコーヒーを注いだ後、卵黄を温めて溶いた同量のエッグクリームを注ぐ。バズフィードは、エッグ・コーヒーを「液体ティラミス」と表現した。
エッグ・コーヒーはハノイのカフェで提供されており、1950年から定番となっていて、あるバリスタはどのカフェメニューにも書いてあると表現している。エッグ・コーヒーで有名なGiang Caféは鶏卵黄、コーヒーパウダー、加糖練乳で作り、トッピングとしてチーズを加える。温度を保つため、温水を入れたボールの中にカップを入れて提供する。カフェ創業者の息子は、父がベトナムで牛乳が不足した際に、乳製品の代用品として卵黄を使用したことからエッグ・コーヒーのレシピを考案したと主張している。
2014年には、ホーチミン市のカフェでエッグ・コーヒーの提供が開始された。
2018年にはエッグコーヒー発祥と言われるハノイのカフェGiảng Cafeが日本初上陸。